# Taghit
Taghit là một đô thị thuộc tỉnh Béchar, Algérie. Dân số thời điểm năm 2002 là 6.047 người.